# Боровиченко Іванна
Іва́нна Боровиче́нко (* 1990) — українська велогонщиця.

## Життєпис
Вихованка Миколаївської СДЮШОР. Чемпіонка України в парній гонці
Змагалася на жіночій гонці 2012 року у Валкенбюрг-ан-де-Гел та у жіночій гонці 2013 року в Тоскані.